# Geater
Geatas (geater eller geatar; uttalas med en lång diftong "ēa") är ett fornengelskt namn på en nordisk folkgrupp. Ordet är belagt från 900-talet men kan ha använts långt tidigare. Geater spelar en stor roll i Beowulfkvädet och nämns även i den korta dikten Widsith. 
Vilka som eventuellt döljs bakom namnet har diskuterats flitigt i forskningen. Beowulf utspelar sig i en tid där de historiska källorna för Skandinavien är extremt få och spröda. Forskare har velat förlägga kvädets handling till diverse olika regioner. Rent etymologiskt motsvarar det anglosaxiska ordet geatas det svenska folknamnet götar. Detaljer i beskrivningen av geaterna och deras hemland har dock gjort att främst svenska forskare inte bara försökt göra dem till specifikt väst- eller östgötar, utan även föreslagit andra folk. Kvädet skiljer tydligt mellan daner, jutar och geater, vilket dock inte hindrade Curt Weibull från att ändå identifiera de senare med just daner eller Pontus Fahlbeck att identifiera dem med jutarna. Andra har förespråkat gutarna, eller rentav föreslagit att Beowulf-poeten inte visste speciellt mycket om Norden utan diktade in antikens geter i sin historia.
Fast Beowulf har ett stort värde för fornnordisk sagoforskning och fornengelsk lingvistik innehåller den många fantastiska och mytiska inslag och betraktas som en mycket svag historisk urkund. Den används därför inte av de flesta professionella historiker som källa till händelser under järnåldern. Ändå kan i några fall en händelse eller en person i kvädet bekräftas av oberoende och historiskt tillförlitliga källor. Kvädet namnger i övrigt händelser och personligheter som annars bara finns omnämnda i den fornnordiska litteraturen mellan 300 och 500 år senare.

## Hygelacs plundringståg
Beowulfkvädet och Frankerkrönikan av Gregorius av Tours nämner ett plundringståg i Nordvästeuropa lett av kung Hygelac (Chlochilaichus hos Gregorius, motsvarande fornnordiska Hugleik). I Beowulfkvädet är Hygelac geaternas kung, hos Gregorius nämns han som dan. I två senare frankiska källor, Liber Monstrorum samt Liber Historiae Francorum sägs han dock ha tillhört ett folk kallat getae. Gregorius daterar händelsen till frankerkungen Theoderik I:s regeringsperiod, cirka år 516. Detta ger en uppfattning om när Beowulfkvädet utspelar sig, och innebär att poeten skrev mellan 200 och 500 år senare.
Det historiskt belagda plundringståget slutade i katastrof. Hugleik och hans krigare besegrades och omkom. Anförarens lik bevarades en tid i Frankrike där det väckte uppseende genom sin högväxthet. Hugleiks plundringståg är det första skriftligt dokumenterade sjöanfallet av det slag som sedermera skulle få namnet vikingatåg, ca 300 år före vikingatiden. Fynd av krigsbytesoffer och båtar i danska mossar visar dock att sådana angrepp var vanliga inom Skandinavien redan från omkring 300 f.Kr. framåt (se Hjortspringbåten).

## Strider med svearna
I Beowulfkvädet berättas det om strider mellan svearna och geaterna, vilka förr togs på stort allvar av forskarna, men som numera sällan diskuteras i vetenskapligt historiska sammanhang. Här nedan följer en resumé:
Det berättas att när den geatiske kungen Hrethel dör beger sig sveaprinsarna Ohthere (Ottar) och Onela (Ale) över havet till dennes land för att härja. De orsakar mycken förödelse och stort manfall. Häthcyn (Håkan) som efterträtt Hrethel far då till Sveariket för att hämnas. I striderna som följer lyckas han ta sveadrottningen till fånga och för henne med sig som gisslan. Svearnas gamle kung, Ongentheow (Angantyr), hinner dock ikapp geaterna, dödar Häthcyn och fritar sin hustru. Han jagar sedan geaterna framför sig genom en skog. Slutligen omringar han de uttröttade geaterna och lovar att döda dem alla. Men plötsligt hör man hornstötar i fjärran. Det är Häthcyns broder Hygelac (Hugleik) som kommer med geatiska hjälptrupper. Svearna besegras och deras kung dödas.
Långt senare, när Hygelac fallit på vikingatåg i Frisland, och dennes son Heardred (Hårdråde) blivit kung, kommer flyktingar seglande över havet. Det är Eadgils (Adils) och dennes broder Eanmund (Anund), sveakungen Ohtheres söner. Efter faderns död har dennes broder Onela tagit makten över svearna och fördrivit sina brorsöner. Heardred mottar gästvänligt de landsflyktiga prinsarna. När Onela får reda på detta, harmas han, och beger sig till geaternas land med sin krigshär. I striderna dödas Heardred och även Eanmund, men Eadgils lyckas undkomma och hålla sig gömd. Onela ger då makten över geaterna till Beowulf (Bjolf), den framlidne kung Hrethels systerson. Beowulf är nämligen svensk på fädernet. Men Beowulf utnyttjar tillfället, allierar sig med den fördrivne Eadgils och tillsammans besegrar de Onela, varvid Eadgils inträder som svearegent, och Beowulf kastar av sig oket som underkonung.
Efter Beowulfs död uttrycker dikten geaternas fruktan för svearnas hämnd. Det förutspås våldsamma strider, varvid geatiska män skall mista livet och deras kvinnor föras bort som trälar.

## Geatiska kungar
I Beowulfkvädet omtalas sju geatiska kungar i ättföljd, av vilka endast Hygelac är känd från andra källor. Namnen återges här i sin fornengelska form.
- Swerting (urnordiska *Swartingaz, nordiska Svertingr, 'Svärting').
- Hréþel (urnordiska *Hrōþilaz eller *Hrōþilō, nordiska *Hrǿðill. Hroth- betyder ära, berömmelse, och -ila är diminutivändelse.) Swertings barnbarn. Han hade tre söner, Haethcyn, Herebeald (nordiska Herbald) och Hygelac. Han hade också en dotter som gifte sig med den landsflyktige sveamannen Ecgtheow (nordiska Eggder), med vilken hon fick Beowulf. Hrethel var således Beowulfs morfar.
- Hæþcyn (urnordiska *Haþukunaz nordiska Hákon, Håkan). Hrethels son.
- Hygelác (urnordiska *Hugilaikaz, latin Chlochilaicus, nordiska Hugleikr), efterträdde sin bror Haethcyn.
- Heardred (urnordiska *Harduradaz, nordiska Harðráðr, 'Hårdråde'), Hygelacs son, Beowulfs kusin.
- Beowulf (Urnordiska *Biowulfaz, nordiska Bjólfr/Bjulf, = 'bivarg').
- Wígláf (urnordiska *Wīgalaibaz, nordiska Vígleifr) blev geaternas kung efter Beowulfs död. Han var son till sveamannen Weohstan (nordiska Vésteinn/Vísteinn).